# Babindol
Babindol (ungarisch Babindál) ist eine slowakische Gemeinde im Okres Nitra und im Nitriansky kraj mit 768 Einwohnern (Stand 31. Dezember 2024).

## Geographie
Die Gemeinde befindet sich inmitten des Hügellands Žitavská pahorkatina (Teil des Donauhügellands), südlich des Gebirges Tribeč, beiderseits des Baches Babindolský potok im Einzugsgebiet der Žitava. Das Ortszentrum liegt auf einer Höhe von 175 m n.m. und ist 14 Kilometer von Nitra entfernt.
Nachbargemeinden sind Dolné Obdokovce im Norden, Čeľadice im Nordosten, Klasov im Osten und Südosten sowie Golianovo im Westen.

## Geschichte

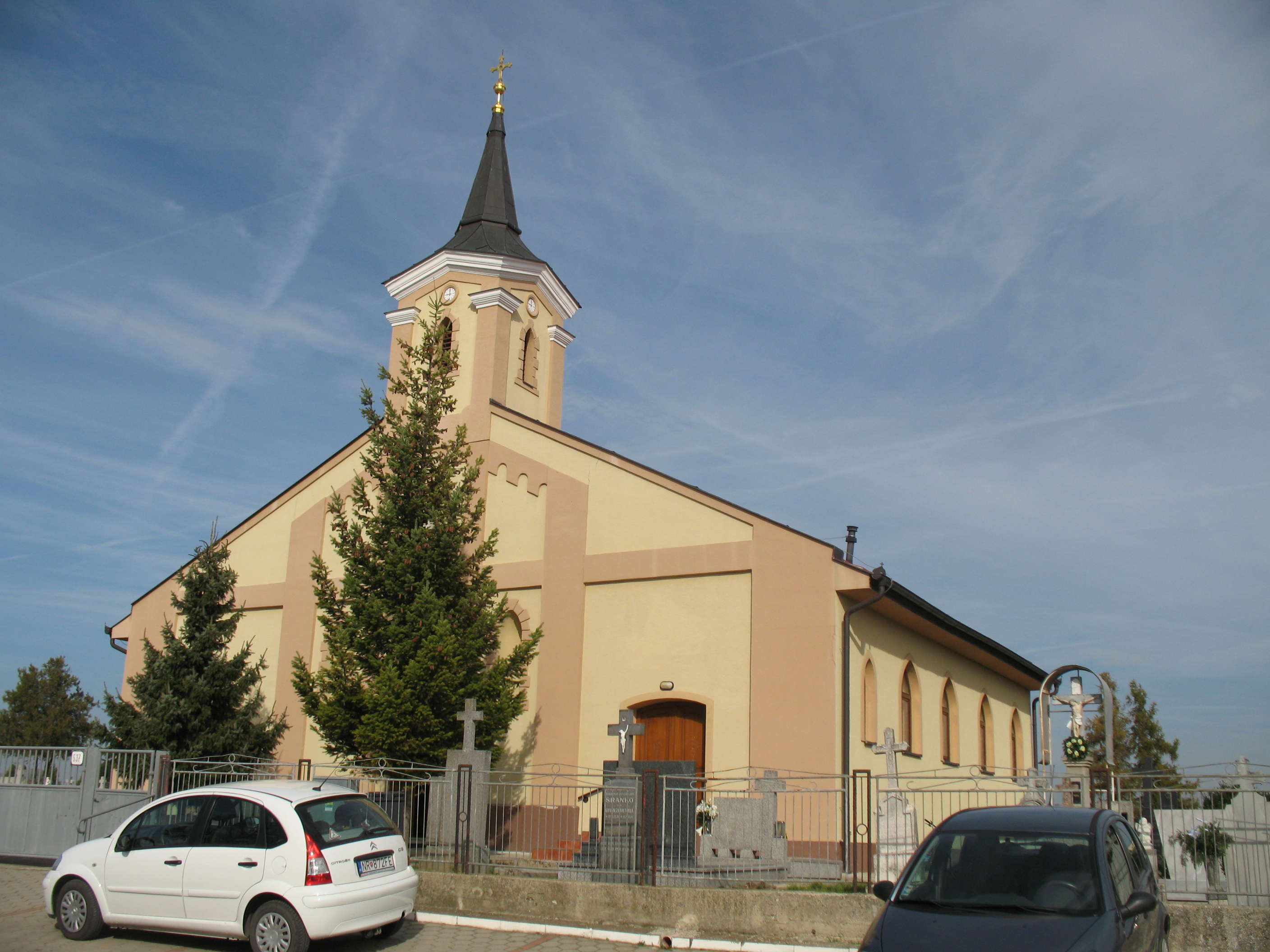
Emmerichskirche

Babindol wurde zum ersten Mal 1271 als Babyndal schriftlich erwähnt. Damals gehörte der Ort zum Besitz des Geschlechts Kozma, später unter anderen den Familien Paluska, Szlávy, Malonya. 1741 legten die Einwohner Weingärten rund um den Ort an. 1828 zählte man 38 Häuser und 266 Einwohner, die vorwiegend als Landwirte beschäftigt waren.
Bis 1918 gehörte der im Komitat Neutra liegende Ort zum Königreich Ungarn und kam danach zur Tschechoslowakei beziehungsweise heute Slowakei. Zwischen 1938 und 1945 war Babindol Grenzort zu Ungarn, das nach dem Ersten Wiener Schiedsspruch vergrößert war.
Von 1976 bis 1996 war Babindol verwaltungstechnisch Teil der Gemeinde Klasov.
Der Ortsname bedeutet übersetzt „Frauental“ oder auch „Weibertal“.

## Bevölkerung
| Jahr                | 1994 | 2004 | 2014     | 2024    |
| ------------------- | ---- | ---- | -------- | ------- |
| Anzahl der Personen | 0    | 650  | 727      | 768     |
| Unterschied         |      | –    | +11,84 % | +5,63 % |

| Jahr                | 2023 | 2024    |
| ------------------- | ---- | ------- |
| Anzahl der Personen | 773  | 768     |
| Unterschied         |      | −0,64 % |

Gemäß der Volkszählung 2011 wohnten in Babindol 667 Einwohner, davon 485 Slowaken, 147 Magyaren und zwei Tschechen. 33 Einwohner machten keine Angabe zur Ethnie.
598 Einwohner bekannten sich zur römisch-katholischen Kirche, jeweils zwei Einwohner zur Evangelischen Kirche A. B. und zur Pfingstbewegung und ein Einwohner zur griechisch-katholischen Kirche. 22 Einwohner waren konfessionslos und bei 42 Einwohnern wurde die Konfession nicht ermittelt.

## Bauwerke
- römisch-katholische Emmerichskirche aus dem Jahr 1909